# A Vampyre Story
A Vampyre Story ist ein Point-and-Click-Adventure des US-amerikanischen Entwicklerstudios Autumn Moon Entertainment unter Federführung des ehemaligen LucasArts-Entwicklers Bill Tiller. Es wurde im November 2008 veröffentlicht.

## Handlung
Die zentralen Spielfiguren sind die Opernsängerin Mona De Lafitte und ihr Begleiter, die Fledermaus Froderick. Mona wurde vom Vampir Shrowdy von Kiefer aus der Pariser Oper auf sein Schloss in Draxylvanien entführt, da sie ihn an seine Mutter erinnerte, die ihn einst verlassen hatte. Er machte sie zum Vampir und hält sie seitdem auf seinem Schloss gefangen. Als er eines Tages den Nachstellungen eines Vampirjägers zum Opfer fällt, versucht Mona, die Gelegenheit zur Flucht aus dem Schloss und zur Rückkehr in ihre Heimat zu nutzen.

### Kapitel 1
Kapitel 1 des Spieles spielt im Schloss, das sich auf einer einsamen Insel inmitten des Warg-Sees befindet. Die Hauptaufgabe ist es, aus dem Schloss zu entkommen. Dabei wird man von den meisten Nebenfiguren unterstützt und findet Aufzeichnungen der Vampir-Baronin, die früher auf dem Schloss wohnte, Shrowdy durch ein Experiment erschuf und ihn anschließend großzog. Es wird angedeutet, dass sie noch am Leben ist. Am Ende wird man mit Shrowdys Geist konfrontiert und muss ihn besiegen. Erst dann kann man über den See rudern.

### Kapitel 2
Kapitel 2 spielt im Ort Vlad's Landing, einem der Orte, die am See gelegen sind. Hier trifft Mona auf die Wahrsagerin Madame Strigoi, die ihr helfen möchte und ihr erklärt, dass sie Erde aus ihrem Grab und ihren Sarg braucht, um zu überleben. Die Hauptaufgabe im zweiten Kapitel ist es, einen Wagen mit Pferd für die Reise sowie Erde und Sarg zu besorgen, damit Mona den Weg nach Paris antreten kann. Sie muss verschiedene Charaktere beißen. Wieder wird man mit dem Geist Shrowdys konfrontiert. Am Ende zeigt sich, dass die Wahrsagerin Madame Strigoi mit den Vampirjägern zusammenarbeitet und Mona eine Falle gestellt hat. In der letzten Cutscene sieht man, wie Shrowdys Geist heimlich in Madame Strigoi fährt und Mona eine falsche Weganweisung gibt. Daraufhin fährt sie in das Sägewerk von Vlads Landing, wo laut Shrowdy ein verrückter Doktor wohnt, der mit Shrowdy zusammenarbeitet und Mona zurück ins Schloss treiben soll.

### Charaktere
| Charakter           | deutscher Sprecher | englischer Sprecher | Rolle                                                               |
| ------------------- | ------------------ | ------------------- | ------------------------------------------------------------------- |
| Mona De Lafitte     | Celine Fontanges   | Rebecca Schweitzer  | Eine junge Opernsängerin, die von Shrowdy zum Vampir gemacht wurde. |
| Froderick           | Tetje Mierendorf   | Jeremy Koerner      | Eine Fledermaus und ständiger Begleiter Monas.                      |
| Baronin von Kiefer  |                    |                     | Die Mutter Shrowdys. Sie ist eine Hexe und wird oft erwähnt.        |
| Shrowdy von Kiefer  | Hennes Bender      | Brian Sommer        | Ein Vampir aus Draxylvanien und Haupt-Antagonist                    |
| Milton T. Meininger |                    | David Boyle         |                                                                     |
| Madame Strigoi      | Marianne Bernhardt | Liz Mamorsky        |                                                                     |

Weitere wichtige Charaktere sind Edgar der Rabe, die Eiserne Jungfrau und die Nagelpflegerin.

## Spielprinzip und Technik
A Vampyre Story ist ein 2.5D-Point-and-Click-Adventure. Aus Polygonen zusammengesetzte, dreidimensionale Figuren agieren vor handgezeichneten, teilanimierten Kulissen. Mit der Maus kann der Spieler seine Spielfigur durch die Örtlichkeiten bewegen und mit den Maustasten Aktionen einleiten, die den Spielcharakter mit seiner Umwelt interagieren lassen. Mona kann so Gegenstände finden, sie auf die Umgebung oder andere Gegenstände anwenden und mit NPCs kommunizieren. Mit fortschreitendem Handlungsverlauf werden weitere Orte freigeschaltet. Die Kamera zeigt dabei das Geschehen aus einer etwas variablen Perspektive: Ist der Raum, in dem sich Mona befindet, etwas größer als der Bildschirmausschnitt, schwenkt die Kamera beim Verlassen des Bildausschnitts auf der Horizontalen mit; verlässt Mona den Raum, nimmt die Kamera eine Position im angrenzenden Raum ein. Dialoge finden über kontextbezogene Auswahlmenüs statt, Zwischensequenzen finden größtenteils in Spielgrafik statt. Wenn größere Spielabschnitte geschafft sind, wird eine Cutscene mit einer länge von 5 bis 30 Sekunden abgespielt.

## Produktionsnotizen
Die ersten Konzepte zu A Vampyre Story entstanden bereits während Tillers Arbeit für den Adventure-Spezialisten LucasArts. Erstmals angekündigt wurde das Spiel im Juni 2004 im Magazin The Inventory der Adventure-Website Justadventures.com, wo es gleichzeitig auf Platz 1 der meisterwarteten Adventure-Spiele gelistet wurde. Autumn Moon ging schließlich im Lauf des Jahres eine Kooperation mit dem Adventure-Entwickler Bad Brain Entertainment ein. Bereits 2005 lösten beide Unternehmen diese Partnerschaft wieder auf. Im Juli 2006 konnte Autumn Moon schließlich einen Publishingvertrag mit dem deutschen Publisher Crimson Cow unterzeichnen. Das Spiel nutzt die freie 3D-Engine Panda3D. Der Soundtrack wurde von Pedro Macedo Camacho komponiert, mit Unterstützung der Sopranistin Carla Isabel Moniz und des Violinisten Carlos Freitas. Maßgeblich beeinflusst wurde er dabei von John Williams’ Soundtrack zur Harry-Potter-Filmreihe und Michael Lands Arbeiten für Monkey Island.
Für das Spiel wurde vom Marketing Team einige größere Aktionen organisiert. Unter anderem gab es eine Zusammenarbeit mit EMP, mit denen ein Fotowettbewerb um Gutscheine organisiert wurde. Eine Zusammenarbeit gab es auch mit Call a Pizza, bei denen man eine „A Vampyre Story“ Pizza bestellen konnte. Im November 2008 wurde eine Webseite eröffnet, die scheinbar ein Rätsel beinhaltet. Sie beinhaltete unter anderem das Spiel „Galgenmännchen“, das teilweise ausgefüllt war, und einige Notizen und Zeichnungen. Die Seite wurde 2011 wieder vom Netz genommen, und ist heute auch über die Wayback-Machine nicht mehr einsehbar.
Der Publisher veröffentlichte eine Collector’s Edition des Spiels, die unter anderem zwei Gummifiguren von Mona und Froderik, ein 77-teiliges Puzzle, den Soundtrack auf Compact Disc und eine Postkarte enthält. In Deutschland enthielt die Collector’s Edition zusätzlich einen Gutschein für das Hamburg Dungeon.

### A Vampyre Story 2 – A Bats Tale
Ein Nachfolger für A Vampyre Story war seitens des Produktionsteams geplant.
A Vampyre Story enthält bereits mehrere Hinweise auf das Nachfolgespiel. In der letzten Cutscene wird dargestellt, dass der Nachfolgetitel unter anderem im Sägewerk von Vlad's Landing gespielt hätte. Im Buch Vampire für Dummköpfe, das Mona im zweiten Kapitel des Spieles bekommt und in dem ihre Vampirfähigkeiten erklärt werden, ist am Ende des ersten Teils nur die Hälfte des Buches freigeschaltet, den Rest hätte man im zweiten Teil freischalten sollen. Auch im Abspann des Spiels wurde ein Nachfolger angekündigt. Anfang 2009 erschien ein erster Werbeclip, der erklärte, dass man den Großteil des Spieles als Froderik spielen würde. Anfang 2010 verkündete das Studio, das Spiel sei zu 40 % fertig. Der Leitende Entwickler Bill Tiller sagte zeitgleich, es wären 30 %. 2011 wurde die Entwicklung wegen Geldproblemen eingestellt.

### A Vampyre Story: Year One
A Vampyre Story: Year One sollte ein Prequel zum ersten Teil werden, mit einem Drittel des Umfanges und einem avisierten Preis von 8 USD. Finanzieren sollte sich die Entwicklung durch die Crowdfunding-Plattform Kickstarter. Das Ziel waren 200.000 €, allerdings wurden bis zum Ende der Finanzierungsaktion am 1. Juli 2013 nur knapp über 69.000 € zugesagt. Die Entwicklung wurde trotzdem begonnen. Das letzte Lebenszeichen aus der Produktion des Spiels ist eine Mitteilung Bill Tillers vom 9. September 2014, in der er einen Screenshot des Spieles zeigt.

## Rezeption
A Vampyre Story erhielt mehrheitlich positive Bewertungen (GameRankings: 74,96 % / Metacritic: 75 von 100).
Das Fachmagazin Adventure-Treff lobte die Grafiken des Spiels, die „liebevoll gestaltet“ und detailliert ausgearbeitet seien und an The Curse of Monkey Island erinnerten, an dem Tiller mitgearbeitet hatte. Weiterhin positiv hervorgehoben wurden die deutschen Sprecher der beiden Hauptcharaktere und der vielfältige und atmosphärische Soundtrack, der gelegentlich „Ohrwurmpotenzial“. Das Magazin kritisierte die hohen Hardwareanforderungen des Spiels, den hohen Kompressionsgrad der Zwischensequenz-Videos sowie diverse weitere kleine Unzulänglichkeiten.

„A Vampyre Story ist in Bezug auf das Rätseldesign eine wirklich harte Nuss und in technischer Hinsicht teils altbacken. Trotzdem dürften Anhänger früherer Lucas-Arts-Titel begeistert sein: Eine interessante Story, stimmungsvolle Schauplätze, zahllose skurrile Ideen und sympathische Charaktere garantieren lang anhaltenden und höchst amüsanten Knobel-, Rätsel- und Blutsaugespaß.“

Von Adventure-Corner.de erhielt das Spiel die Auszeichnung für die beste Grafik 2008, in der Kategorie Spiel des Jahres und Bester Sound kam der Titel jeweils auf den dritten Platz. Im Rahmen der MTV Game Awards 2009 wurde Froderick in der Kategorie Bester Nebendarsteller nominiert.